# Mácsai Lukács
Mácsai Lukács (Garamkeszi, 1824. – Léva, 1907. szeptember 9.) királyi tanácsos, polgármester, Bars és Hont vármegye tanfelügyelője.

## Élete
Középiskoláit Léván és Pozsonyban végezte. 1842-ben piarista lett; 1848-ban kilépett a rendből és Pesten hírlapírással foglalkozott és a magyar kormányt Debrecenbe is követte. A szabadságharc után Pesten internálták; ahonnét 1854-ben hazájába, Lévára kerülvén, városi jegyzővé, 1861-ben polgármesterré választották. 1860-ban a Bars megyei gazdasági egyesület titkára, majd alelnöke lett. 1865-ben Várady Jánossal a Lévai Takarékpénztár alapítója. 1869. április 24-én Bars- és Hont vármegye tanfelügyelőjévé nevezték ki királyi tanácsosi címmel. Ez állásában hat évet töltött, melytől felmentetvén, 1875-ben Léva város polgármesterévé választották. 1892-ben nyugdíjazták. Ezután Léván élt és az ottani kaszinó elnöke, valamint a takarékpénztár aligazgatója volt. Elhunyt 1907. szeptember 9-én délután fél 6-kor, örök nyugalomra helyzeték 1907. szeptember 11-én délután a római katolikus egyház szertartása szerint. Neje Gludovics Vilma volt.
Írt epigrammákat a humorisztikus lapokba Faragó álnévvel.
Cikke a Barsban (1885. 1-3. sz. A lévai casino-egyesület 25 éve 1859-84.)

## Művei
- A felvidék társadalmi köréből. 1835-1885. Kapcsolatban a lévai kaszinó történetével, 25 éves jubileuma alkalmából. Léva, 1886.
- A barsmegyei gazdasági egyesület címmel megírta az egyesület  hatéves munkásságát.
- Epigrammok s Glossák ... Luna álnévvel.